# Guggenheim Aeronautical Laboratory

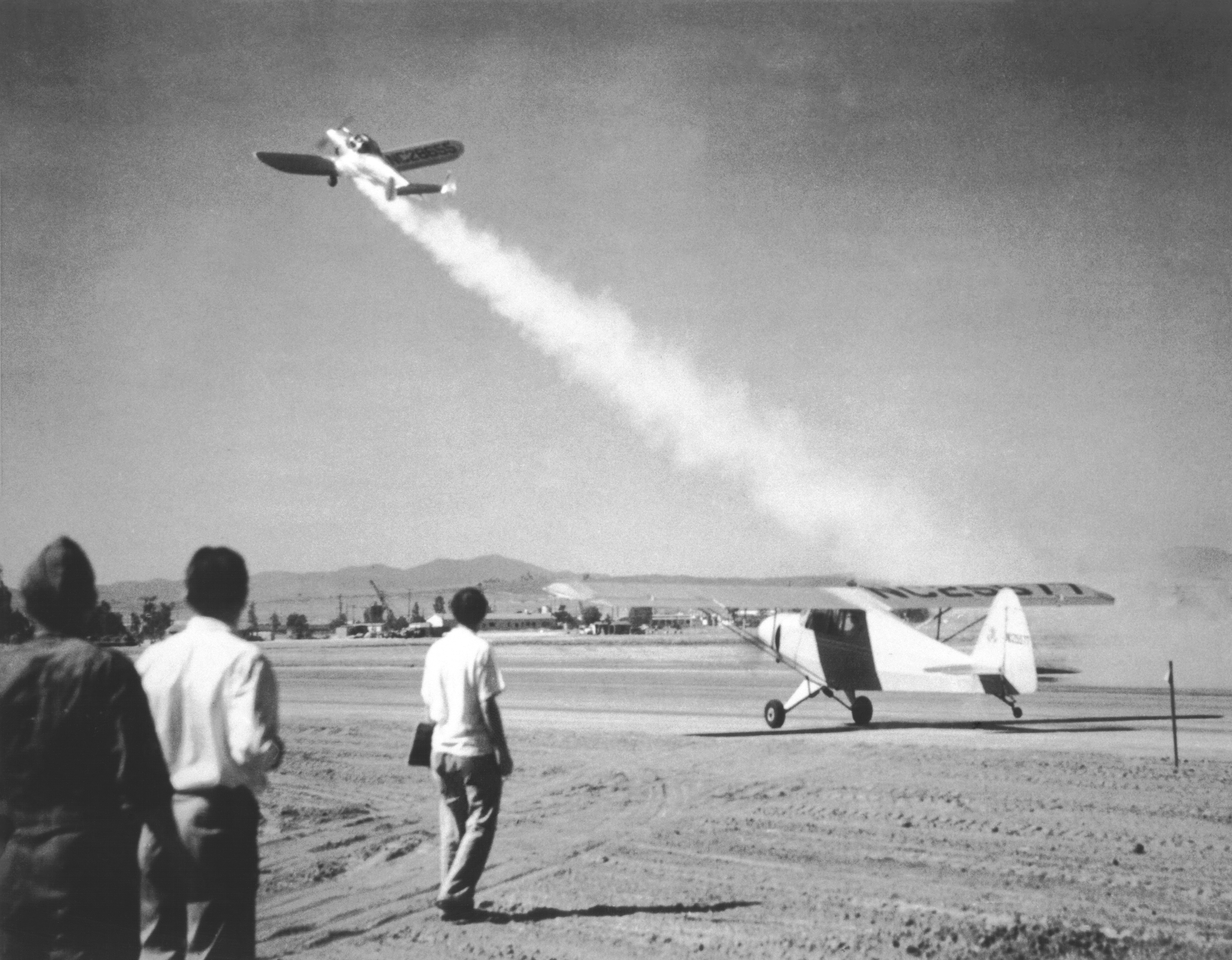
Decolagem do primeiro avião Norte americano (um Ercoupe) assistido por foguete (um JATO do GALCIT).

O Guggenheim Aeronautical Laboratory no California Institute of Technology (GALCIT), foi um
instituto de pesquisa criado em 1926, no princípio especializado em pesquisas aeronáuticas. Em 1930, o cientista húngaro
Theodore von Kármán aceitou a direção do laboratório e emigrou para os Estados Unidos. Sob a sua liderança, os estudos sobre foguetes tiveram início em 1936.
O GALCIT, foi o primeiro, e de 1936 até 1940 o único centro de pesquisa sobre foguetes em Uinversidades.
Baseado no projeto JATO do GALCIT daquela época, o Jet Propulsion Laboratory foi criado sob um contrato com o Exército dos Estados Unidos em
novembro de 1943.
Em 1961 a sigla GALCIT foi mantida, enquanto o nome foi alterado para Graduate Aeronautical Laboratories at the California Institute of Technology.
O GALCIT teve o nome alterado novamente em 2006 para: Graduate Aerospace Laboratories of the California Institute of Technology, mantendo a mesma sigla GALCIT
para refletir o seu vínculo com o JPL.

## Origens
Os irmãos Daniel Guggenheim e Harry Guggenheim criaram o Daniel Guggenheim Fund for the Promotion of Aeronautics em junho de 1926.
Entre 1926 e 1930 esse fundo distribuiu 3 milhões de dólares,
essas doações criaram escolas e centros de pesquisa na New York University, na Stanford University, na University of Michigan, no Massachusetts Institute of
Technology, na University of Washington, no Georgia Institute of Technology, na Harvard University, na Syracuse University, na Northwestern University,
na University of Akron, e no California Institute of Technology. Foram os irmãos Guggenheim, que junto com o presidente do Caltech Robert Andrews Millikan,
que convenceram von Kármán a emigrar para os Estados Unidos e se tornar o diretor do GALCIT.
Eventualmente, o pessoal do National Advisory Committee for Aeronautics (NACA) ficou tão preocupado com a crescente influência do GALCIT sobre a área de aviação na costa Oeste dos Estados Unidos, que construiu o Ames Laboratory em Sunnyvale, California, em parte para tentar interromper o crescente domínio tecnológico do GALCIT sobre o NACA.